# Wortwin (Protonotar)
Wortwin (* um 1135; † 1198) war Kanoniker in Würzburg, Aschaffenburg und Mainz, Propst des Bistums Worms und von 1172 bis 1180 Protonotar Kaiser Friedrichs I.

## Leben und Wirken

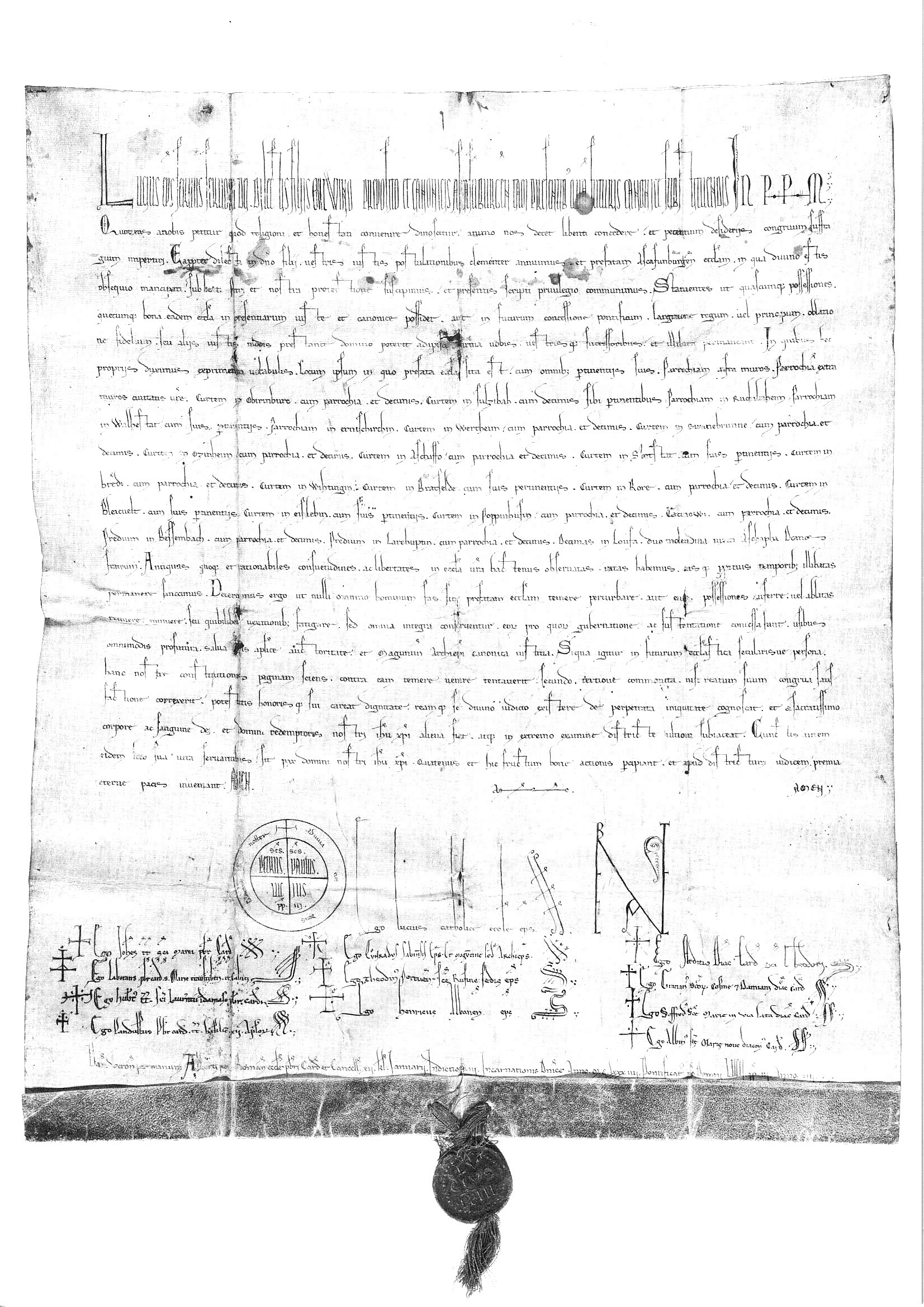
s.g. Lucius-Urkunde von 1184, ausgefertigt für das Stift Aschaffenburg unter Propst Wortwin

Wortwin, wahrscheinlich in den Jahren 1130 bis 1135 in Franken geboren, erhielt seine Schulbildung in Würzburg. Gefördert wurde er durch seinen Onkel (?) gleichen Namens (Wortwin der Ältere). Letzterer begegnet 1113 als Kanoniker am Kollegiatstift Neumünster, 1128 ebendort als Dekan. In dieser Funktion wird er 1161 letztmals genannt. Er ist vermutlich bereits 1161/62 verstorben, da 1162 ein gewisser Richer als Dekan von Neumünster erwähnt wird.
Als Kanoniker von Neumünster zu Würzburg (Worthwinus junior) im Jahre 1159 im Alter von etwa 25 Jahren erstmals erwähnt, war Wortwin zuerst in der Kanzlei der Würzburger Bischöfe Heinrich II. von Stühlingen und Herold tätig. Im Jahre 1172 wurde er von Friedrich I. Barbarossa zum kaiserlichen Protonotar ernannt und gehörte so zum engeren Beraterkreis des Herrschers. Im selben Jahr wurde er auch Domherr in Würzburg. Als Notar zeichnete er für jenes berühmte kaiserliche Diplom verantwortlich, das seit Lorenz Fries als Güldene Freiheit bekannt ist. Darin bescheinigte Friedrich Barbarossa dem Bischof von Würzburg das Recht, den Titel und Rechte des Herzogs von Franken zu besitzen. Nach 1180 ist er nicht mehr in der kaiserlichen Kanzlei nachweisbar und fungierte als Propst des Würzburger Kollegialstifts Neumünster.
Ab 1178/79 ist er als Propst in Worms belegt, wo er seinen Sitz im Andreasstift hatte.
Im Jahre 1183 wurde Wortwin zum Propst des Kollegialstifts St. Peter und Alexander zu Aschaffenburg gewählt. Er diente ebenfalls als Pfarrer zu Gochsheim, wo er sich – in jener Zeit nicht unüblich – meist durch einen Vikar vertreten ließ.
In einem feierlichen Privileg vom 21. Dezember 1184 gewährte Papst Lucius III. Propst Wortwin und den Kanonikern von Aschaffenburg (Ortwino preposito et canonicis Ascafunburgen.) apostolischen Schutz. Die päpstliche Urkunde umschreibt ferner die Besitzungen des Stiftes. In dieser Urkunde finden zudem zahlreiche Gemeinden um Aschaffenburg ihre Ersterwähnung. 1186 wurde er Propst von Stift St. Viktor vor Mainz. In den folgenden Jahren erfolgten Beurkundungen in Würzburg, Aschaffenburg und Mainz.
Das Jahr 1198 wird als Todesjahr angenommen, der Todestag ist nicht überliefert.

## Siegel

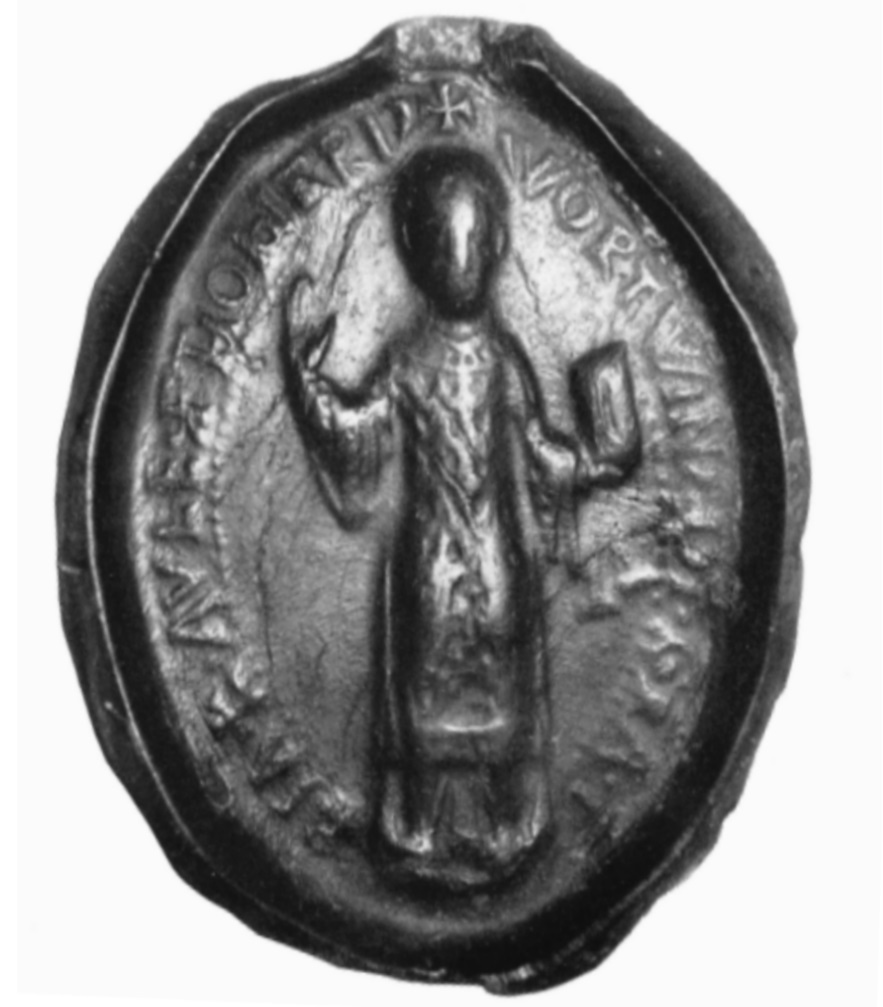
Wortwins Siegel als Protonotar

Beglaubigt hat Wortwin eine Urkunde vom 24. Januar 1179 als Propst des Wormser Kollegialstifts St. Andreas mit seinem Siegel, das gut erhalten und das älteste bekannte Insiegel eines kaiserlichen Protonotars darstellt. Die Form spitzoval, die Umschrift: + WORTWIN(us) . D(e)I – GRAT(ia) . I(m)P(er)IAL(is) . AVLE . P(ro)THONOTARI(us) . Das Siegelbild zeigt ihn stehend, barhäuptig, in der seitwärts gestreckten linken Hand ein Buch haltend, die angewinkelte rechte Hand wie zum Schwur erhoben. Das geistliche Gewand zeigt über einer langen Albe eine Dalmatika, deren Saum bestickt ist. Dass Wortwin den Weihegrad eines Diakon hatte, zeigt die schräg gebundene Stola an der Seite. Wie lange er das Amt in Worms innehatte, ist nicht bekannt.